# Brandenburgischer Basketball-Verband
Der Brandenburgische Basketball-Verband e. V. (BBV) ist der Dachverband der Basketballvereine beziehungsweise Sportvereine mit Basketball-Abteilungen in Brandenburg.

## Geschichte
Der Brandenburgischer Basketball-Verband wurde am 26. Mai 1990 in Bernau gegründet, das Amt des ersten Vorsitzenden der Verbandsgeschichte übernahm Bernd Möbius. Der Gründungsversammlung in der Bernauer Gaststätte Am Steintor wohnten die Vertreter der Bezirksausschüsse Cottbus, Frankfurt (Oder) und Potsdam sowie als Gäste Vertreter des Westdeutschen Basketball -Verbandes und des Berliner Basketball-Verbandes bei.
Von 2003 bis 2013 war Carsten Preuss BBV-Vorsitzender, der anlässlich seines Abschieds aus dem Amt mit der Goldenen Ehrennadel des Deutschen Basketball Bundes ausgezeichnet und zum BBV-Ehrenpräsidenten ernannt wurde. Nachfolger Preuss’ wurde Christian Pinnow aus Eisenhüttenstadt. Im April 2015 wählten die Delegierten auf dem Verbandstag den Cottbuser Rico Witschas zum neuen Vorsitzenden des Brandenburgischen Basketball Verbandes.
Mit Stand 1. Januar 2018 hatte der BBV 2473 Mitglieder. Im Januar 2022 wurde die Verbandsgeschäftsstelle von Königs Wusterhausen, wo sie mehr als 20 Jahre ansässig war, nach Potsdam verlegt.

## Präsidenten/Vorsitzende
| Name             | von  | bis   | Beleg |
| ---------------- | ---- | ----- | ----- |
| Bernd Möbius     | 1990 | ?     | [ 1 ] |
| Carsten Preuss   | 2003 | 2013  | [ 3 ] |
| Christian Pinnow | 2013 | 2015  | [ 4 ] |
| Rico Witschas    | 2015 | heute | [ 5 ] |

## Spielbetrieb
Zu den Aushängeschildern des Brandenburgischen Basketball-Verbandes gehören die Vereine SSV Lokomotive Bernau und RSV Eintracht.
Die höchsten Spielklassen auf Verbandsebene sind im Erwachsenenbereich die Oberliga Damen und Oberliga Herren.
Leistungsstützpunkte hat der BBV in Bernau, Stahnsdorf und Cottbus.